# Timberwolf (webbrowser)
Timberwolf was een beperkte webbrowser (zonder menu's) voor AmigaOS 4.1. De recentste versie van de browser was gebaseerd op Mozilla Firefox 4.0.1 en maakte gebruik van XUL voor de grafische gebruikersinterface, zonder gebruik te maken van GTK+ of een X Window-server.

## Geschiedenis
De eerste versie van Timberwolf was gebaseerd op Firefox 3.5. Het was de bedoeling dat Timberwolf altijd gebaseerd zou zijn op de nieuwste stabiele versie van Firefox. Gezien de snelle ontwikkeling van Firefox liep Timberwolf echter achter op dat doel.
Op 23 juli 2012 was het benodigde geld voor de ontwikkeling opgehaald.In 2013 nam Steven Solie, teamleider van AmigaOS 4, het project over. Er verscheen echter geen nieuwe versie meer en het project werd stilletjes stopgezet.